# Microrégion du Curimataú occidental
La microrégion du Curimataú occidental est l'une des huit microrégions qui subdivisent l'agreste de l'État de la Paraíba au Brésil.
Elle comporte 11 municipalités qui regroupaient 110 457 habitants en 2006 pour une superficie totale de 3 878 km2.

## Municipalités[1]
- Algodão de Jandaíra
- Arara
- Barra de Santa Rosa
- Cuité
- Damião
- Nova Floresta
- Olivedos
- Pocinhos
- Remígio
- Soledade
- Sossêgo